# Assassinato de Selena
O Assassinato de Selena, refere-se ao homicídio da cantora Selena Quintanilla, ocorrido no hotel Days Inn, na cidade de Corpus Christi, no Texas, em 31 de março de 1995. O crime foi praticado pela presidente do fã clube da cantora e amiga pessoal Yolanda Saldivar.

## Eventos precedentes

### Vida inicial de Selena e fã-clube
Selena nasceu em 16 de abril de 1971 em Lake Jackson, no estado americano do Texas, filha de Abraham Quintanilla Júnior, um ex-músico mexicano-americano, e Marcella Samora Quintanilla, de ascendência cherokee. Ela foi introduzida à música por seu pai, que dizia em entrevistas que viu nela "uma maneira de voltar aos empreendimentos musicais" após descobrir "o tempo e a altura perfeita" em Selena. Quintanilla, Jr. rapidamente reuniu seus filhos em uma banda chamada Selena y Los Dinos, que incluía A.B. Quintanilla III no baixo, Suzette Quintanilla na bateria, e Selena como a vocalista. O grupo rapidamente tornou-se a principal fonte de renda da família, após eles terem sido despejados de sua casa devido a crise do petróleo ocorrida em 1982 no Texas. Quintanilla, Jr. entrou com um pedido de falência depois que seu restaurante mexicano enfrentou problemas financeiros como consequência da crise. A família mudou-se para Corpus Christi, Texas, e o conjunto começou a gravar suas primeiras canções profissionais. Em 1984 a banda lançou seu primeiro álbum, Selena y Los Dinos, sob uma pequena gravadora independente. Abraham queria que seus filhos gravassem canções de música texana — um gênero musical dominado por homens e popularizado por mexicanos-americanos nos Estados Unidos. A popularidade de Selena, como artista solo, começou a crescer após ela conquistar o prêmio de Melhor Vocalista do Ano no Prêmio de Música Tejana realizado em 1987. A cantora conseguiu seu primeiro contrato com uma grande gravadora em 1989, quando assinou com a Capitol EMI Latin.
Em meados de 1991, Yolanda Saldívar, que havia se tornado fã da música texana na década de 1980, foi a um dos concertos de Selena na cidade de San Antonio, Texas. Ela não gostava da artista porque esta venceu prêmios nos quais seus artistas favoritos de música texana estavam concorrendo. Saldívar, no entanto, decidiu "dar uma chance" à Selena depois que sua sobrinha lhe convidou para a apresentação. Depois de assistir ao show, Saldívar tornou-se uma grande fã da intérprete e expressou que havia gostado de sua presença de palco; uma de suas canções favoritas da cantora era "Baila esta cumbia". No dia seguinte, ela procurou notícias relacionadas ao concerto como uma lembrança, mas não encontrou. Saldívar teve a ideia de montar um fã-clube de Selena na área onde morava, uma vez que os jornais não estavam promovendo a cantora. De acordo com o pai da cantora, Saldívar tentou contatá-lo e lhe enviou um total de 15 mensagens, embora ela tenha declarado que havia enviado apenas três. Quintanilla, Jr. falou com Saldívar, que pediu-lhe a permissão de começar um fã-clube em San Antonio. Ele decidiu marcar uma reunião com Saldívar, durante a qual aprovou suas intenções e ambos chegaram a um acordo.
Em junho de 1991, Saldívar tornou-se fundadora e presidente do fã-clube de Selena em San Antonio. Como presidente, ela foi a responsável pelos benefícios dos membros do fã-clube, cobrando uma taxa de 22 dólares para os fãs que recebiam produtos que promovessem Selena, uma camiseta com o nome da cantora, entrevistas exclusivas com a banda, uma ficha técnica sobre o grupo e notificações exclusivas sobre futuros concertos. As arrecadações das taxas eram doadas para as instituições de caridade. Suzette era a pessoa que intermediava os contatos entre Yolanda e a família Quintanilla. Saldívar não conhecia Selena pessoalmente até dezembro de 1991. Saldívar tornou-se amiga íntima de Suzette, e passou a se tornar próxima a família Quintanilla. Até 1994, ela já havia inscrito mais de 8 mil pessoas ao fã-clube. Em seu livro Selena's Secret: The Revealing Story Behind Her Tragic Death, a repórter e apresentadora televisiva María Celeste Arrarás escreveu que Saldívar se tornou a "assistente mais eficiente" que Selena teve. Ela escreveu que as pessoas notavam o quão empenhada Saldívar estava em tentar impressionar a cantora, e que ela fazia tudo que Selena lhe pedia. Uma pessoa disse à Arrarás: "Se Selena dissesse 'pule', [Saldívar] pularia três vezes". Yolanda desistiu de sua carreira como enfermeira de pacientes com câncer terminal e de pessoas com doenças respiratórias, tuberculose e câncer de pulmão e decidiu dedicar seu tempo somente ao fã-clube, embora estivesse recebendo menos do que recebia quando atuava como enfermeira.

### Butiques Selena Etc
Em 1994, Selena abriu duas butiques equipadas internamente com salões de beleza, chamados Selena Etc., sendo uma em Corpus Christi e a outra em San Antonio. Seu pai apontou Saldívar como uma potencial candidata para administrar as butiques, pois a família viajava muito. Ele acreditou que ela era a melhor escolha devido ao seu bem sucedido trabalho como presidente e fundadora do fã-clube da cantora. A família concordou, e Yolanda tornou-se a gerente do fã-clube e das butiques em janeiro de 1994. Em setembro seguinte, a cantora contratou Saldívar como sua agente registrada em San Antonio. Depois de ser contratada para as butiques, mudou-se do sul de San Antonio para Corpus Christi, para se aproximar de Selena. Em entrevista com o jornal Primer Impacto em 1995, Quintanilla, Jr. expressou que "sempre desconfiava de Yolanda", embora a família nunca tivesse encontrado nada, naquele momento, de estranho em seu comportamento. Mais tarde, Saldívar conseguiu a autorização de assinar e receber cheques e teve acesso à todas as contas bancárias associadas com o fã-clube e as butiques.
Selena deu a Saldívar seu cartão de crédito da American Express, com a finalidade de conduzir os negócios da butiques. Saldívar usou-o cartão para comprar carros Lincoln Town e dois celulares para seu uso pessoal, além de gastar com entretenimento associado e restaurantes de luxo. Ela também alterou as jaquetas da desenhista Ellen Tracy feitas para as butiques, pois sua autoridade com o cartão também lhe permitia fazer isso. Funcionários da Selena Etc. reclamavam que Yolanda sempre estava "boa" quando Selena estava por perto; quando ela não estava, ela os tratavam terrivelmente. Em dezembro de 1994, as butiques começaram a passar por uma crise financeira. As contas bancárias da empresa não tinham recursos suficientes para pagar cheques pedidos pelo banco. O número de funcionários de ambas as butiques reduziram de 38 para 14, principalmente porque Saldívar demitiu aqueles de quem não gostava. Os empregados restantes começaram a reclamar de Saldívar para Selena, mas esta não acreditou que sua amiga faria qualquer coisa para prejudicá-la ou prejudicar seu negócio. Em seguida, os funcionários começaram a reclamar para Quintanilla, Jr., que advertiu à Selena que Saldívar poderia ser uma pessoa perigosa. A cantora, no entanto, não suspeitava de sua amiga, pois seu pai tinha costumava desconfiar de várias pessoas.
Debra Ramirez, prima de Selena, foi contratada para trabalhar nas butiques em janeiro de 1995, e para ajudar a artista a expandir o empreendimento de moda no México. Ramirez desistiu do trabalho em uma semana, dizendo à Saldívar que estava insatisfeita com o fracasso dos funcionários de relatar as vendas. Ela também encontrou recibos relacionados às vendas de diversos itens que estavam em falta nas butiques. Yolanda disse à Ramirez que ela deveria "mudar [seus] negócios" e que não precisava se preocupar. Saldívar e Martin Gomez, desenhista associado de Selena, discutiram diversas vezes, com o desenhista reclamando que Saldívar administrava mal os negócios da cantora. A animosidade de Saldívar e Gomez intensificou durante os desfiles de moda de Selena; o desenhista acusou Saldívar de mutilar (ou destruir) algumas de suas criações originais, e declarou que ela nunca pagava as contas. Gomez disse que Saldívar havia "estabilizado um reinado de terror", e os dois estavam constantemente reclamando sobre o outro para Selena. Yolanda começou a gravar conversas de Gomez, sem que ele soubesse, a fim de convencer a cantora de que o desenhista não queria o melhor para as butiques. Em seguida, Gomez foi rebaixado, já que Selena se convenceu que ela poderia desenhar suas roupas por conta própria. Entre meados de 1994 e 1995, Saldívar viajou muitas vezes para Monterrei, México, para agilizar o processo de abrir outra sede da Selena Etc. Ao visitar a fábrica no México, ela intimidou os funcionários, dizendo a eles para se afastarem da cantora .

### Relação entre Selena e Yolanda
Saldívar estava recebendo "sinais de afeição [de Selena]", com os quais não estava acostumada. Seu quarto estava coberto com pôsteres e imagens da cantora, velas votivas em chamas e uma estante de vídeos da artista — a qual ela usava para entreter visitas. Em uma entrevista em 1995, repórteres do jornal The Dallas Morning News acreditaram que a devoção de Saldívar em relação à Selena poderia ser uma obsessão. Empregados da Selena Etc. foram informados por Saldívar que ela queria "ser como Selena". Segundo um funcionário não identificado, ela estava "possessiva" por sua relação com a cantora e tentava afastar a intérprete dos outros empregados. O funcionário também acreditou que Saldívar usou táticas para "ter mais controle [dos empregados] e de Selena". Ela disse que sua razão de distanciar os funcionários de Selena foi uma tentativa "proteger" a cantora das "questões mesquinhas" da gestão de suas butiques. Além das responsabilidades de administrar as lojas, Saldívar acompanhou Selena em viagens e tinha a chave da casa da artista.
Quando Saldívar tornou-se uma parceira dos negócios das butiques, sua relação com a cantora começou a decair. Em setembro de 1994, Selena encontrou-se com Dr. Ricardo Martinez, que vivia em Moterrei. Selena queria abrir uma filial da butique na cidade, além de um mercado de massa. De acordo com Martinez, ele tinha contatos no México que poderiam ajudar a cantora a abrir uma loja que não fosse excessiva para ela. Martinez tornou-se um consultor dos negócios de Selena, embora a família da intérprete tenha declarado que ele era apenas um fã que havia posado em diversas fotos com a artista. Saldívar ficou com inveja da dependência de Selena em Martinez, que começou a enviar flores para o quarto do hotel da cantora. Saldívar alertou a intérprete, dizendo-lhe que o médico poderia ter intenções que não fossem profissionais. Selena começou a visitar Monterrei de forma mais frequente, porém disfarçada. Sebastian D'Silva, então assistente do médico, recebeu Selena no aeroporto diversas vezes e disse que notou que a musicista estava usando perucas e usando o sobrenome de seu marido, Chris Pérez, para que as pessoas não desconfiassem de quem ela era. De acordo com Martinez, ele emprestou milhares de dólares para a cantora, pois esta estava com pouco dinheiro.

### Término do emprego de Saldívar
Em janeiro de 1995, o pai da cantora começou a receber telefonemas e cartas de fãs irritados que afirmavam ter pago suas taxas como membros do fã-clube e não receberam os produtos prometidos. Após diversas investigações, Quintanilla, Jr. descobriu que Saldívar havia desviado mais de 60 mil dolares em cheques falsificados do fã-clube e das butiques. O irmão de Saldívar, Armando, teria supostamente contatado Gomez e "inventado uma história" de que Saldívar estava roubando dinheiro do fã-clube. Em seguida, o médico falou com um dos tios de Selena sobre a ligação, e logo depois, informou Quintanilla, Jr.. Armando declarou que estava zangado com Saldívar sobre um problema que teve com ela e não queria que o problema se tornasse público, vindo a afirmar mais tarde que se sentiu culpado por iniciar o boato. Ele concedeu uma entrevista ao Primer Impacto, onde repórteres descreveram seus comentários como "sem lógica".
Em 9 de março de 1995, Quintanilla, Jr. teve uma reunião com Selena e Suzette Quintanilla na Q-Productions, para confrontar Saldívar. Ele apresentou à Saldívar as inconsistências relacionadas ao desaparecimento dos fundos do fã-clube e das butiques. Abraham relatou que ela simplesmente lhe olhou sem responder nenhuma das perguntas. O pai da cantora disse à Saldívar que se ela não apresentasse evidências que negasse as acusações, ele iria chamar a polícia. Quando Quintanilla, Jr. lhe perguntou porque os fãs não estavam recebendo os produtos prometidos, Saldívar disse que esses fãs estavam tentando obter os presentes de graça. Quintanilla, Jr. descobriu que Saldívar abriu a conta do banco do fã-clube sob o nome de "Maria Elida", que era irmã de Saldívar. Abraham perguntou-lhe porque ela havia feito isso, e Saldívar respondeu que o banco não a permitiu abrir uma conta sob seu nome, o que ela não compreendeu. Sem dizer uma palavra, Saldívar deixou a reunião. Quintanilla, Jr. proibiu-a de falar com Selena. A cantora, não entanto, não queria acabar com a amizade, sentindo que Saldívar era essencial para saber se a filial da Selena Etc. iria abrir no México. Selena também queria manter Saldívar perto porque ela tinha registros bancários, extratos e registros financeiros necessários para a preparação do imposto.
Após o encontro, Quintanilla, Jr. descobriu que os cheques do fã-clube foram assinados com a assinatura de Maria Elida, cuja letra era igual à de Saldívar. Ele concluiu que Saldívar estava assinando cheques falsos usando o nome de sua irmã, descontando-os e mantendo os fundos. Ao tentar recuperar extratos bancários do fã-clube, o pai da artista notou que eles haviam "desaparecido". Ele encontrou uma carta escrita com a letra de Saldívar, na qual é dita que Maria Elida teve que fechar a conta bancária devido a um problema grave. De acordo com a carta, uma integrante do fã-clube chamada Yvonne Perales foi ao banco para depositar 3 mil dolares; no entanto, ela não depositou o dinheiro e estava longe de ser encontrada. Na carta, Elida também afirma que descobriu a situação "tarde demais" e que Perales e o dinheiro estavam desaparecidos, e então assinou cheques que deveriam ser recebidos por Saldívar, embora a conta bancária não tivesse fundos. Além disso, Elida explica que fechou a conta por esse motivo, e que o banco teria que cobrir os cheques. Quintanilla, Jr. confrontou Saldívar para saber quem era Perales, e relatou que Saldívar não sabia nada sobre ela. Ele noticiou que Saldívar não confiava no tesoureiro do fã-clube, mas que ela confiava em um estranho para depositar 3 mil dolares. Quintanilla, Jr. disse à Saldívar para "dizer essa mentira para outra pessoa", e concluiu que Perales não existia, uma vez que ninguém que trabalhava no fã-clube havia sequer encontrado com ela.

### Tentativas falhadas de matar Selena

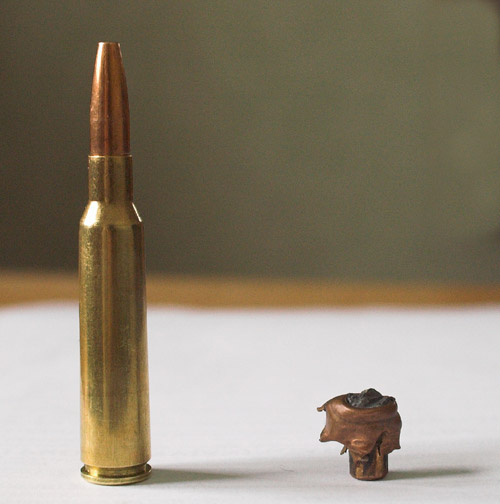
Uma bala de ponta oca antes e depois de sua expansão. Este tipo de balas, semelhante às compradas por Saldívar, são especialmente designadas para expandir o tipo de lesão que seria provocada por uma bala normal, causando danos potencialmente mais graves.

Um dia depois de proibir Saldívar de contatar Selena, Quintanilla, Jr. foi para a Q-Productions e a perseguiu fora das instalações. Ele lhe disse que ela não era bem vinda no local. No mesmo dia, Selena e Saldívar discutiram em uma ligação; a cantora desligou e disse à Pérez que não poderia mais continuar a confiar em Saldívar. De acordo com o pai da artista, houve quatro tentativas de assassinar Selena. Ela removeu o nome de Saldívar das contas bancárias da butique em 10 de março de 1995, e colocou Irene Herrera como a presidente do fã-clube. No dia seguinte, Saldívar comprou uma arma na A Place to Shoot, uma loja de armas e um campo de tiro situado no sul de San Antonio, e comprou um revólver Taurus Model 85 de calibre .38 special. Ela também comprou balas de ponta oca do calibre .38 special. Estas balas são especificamente designadas para expandir o tipo de lesão que seria provocada por uma bala normal, causando danos potencialmente mais graves. Saldívar disse ao funcionário que estava adquirindo o objeto para se proteger em seu trabalho — como uma enfermeira que cuidava de pacientes com doenças terminais —, pois os parentes de um de seus pacientes estavam ameaçando-a.
Em 13 de março de 1995, Saldívar abordou seu advogado e escreveu sua demissão, a qual Quintanilla, Jr. acreditou ser uma forma de redenção. No mesmo dia, ela dirigiu até Corpus Christi e registrou-se no hotel Sand and Sea; contudo, na época, a cantora estava em Miami, Flórida. O pai de Selena acreditou que esta foi a primeira tentativa de matar a artista. Quando chegou em Corpus Christi no dia seguinte, Selena recebeu uma ligação de Saldívar, que queria marcar uma reunião. Saldívar lhe disse que havia muito tráfego e pediu para se encontrar com a artista em um estacionamento, que situava-se a 25 quilômetros de Corpus Christi. Ao chegar, Selena disse à Saldívar que ela poderia continuar administrando seus negócios no México. De acordo com seu pai, a intérprete queria manter Saldívar até encontrar outra pessoa que a substituísse. Saldívar mostrou à Selena a arma que havia comprado. Ela lhe disse para "livrar-se dela" e que a protegeria de seu pai, segundo Pérez e Saldívar. Quintanilla, Jr. acreditou e acalmou Saldívar, e esta foi a razão pela qual ela não matou Selena no estacionamento. No dia seguinte, Saldívar devolveu a arma, declarando que seu pai havia lhe dado uma pistola de calibre .22. Em 26 de março, ela roubou uma amostra de perfume e mais extratos bancários de Selena no México.
Saldívar acompanhou Selena em sua viagem para Tennessee, para que a cantora pudesse finalizar as gravações de uma das canções para seu álbum crossover. A artista disse à Saldívar que havia extratos bancários desaparecidos e pediu para devolvê-los assim que elas regressassem ao Texas. Saldívar comprou a arma novamente em 27 de março e pediu para Selena encontrar-se com ela sozinha no quarto do hotel onde estava hospedada, sendo esta a segunda tentativa de assassiná-la. Quando a artista chegou, notícias sobre a sua chegada espalharam-se e ela logo foi assediada por fãs. Seu pai acreditou que os fãs de Selena a salvaram naquele dia, já que havia "muitas testemunhas". Segundo Quintanilla, Jr., a terceira tentativa de matar Selena ocorreu durante a viagem da intérprete à Monterrey, feita na última semana de março. Em 29 de março, Martinez recebeu ligações de Saldívar, que estava chorando histericamente e dizendo que havia sido estuprada. No dia seguinte, ela fez outra ligação ao médico, que disse que as chamadas pareciam ter sido feitas enquanto alguém estava pegando o telefone de Saldívar. Ele enviou um funcionário ao quarto do hotel onde Saldívar estava hospedada e descobriu que ela havia deixado o hotel alguns minutos antes.
Em 30 de março, Saldívar retornou de Monterrey e registrou-se no hotel Days Inn. Ela contatou Selena e lhe disse que havia sido estuprada. De acordo com Quintanilla, Jr., esta foi a última mensagem que eles receberam de Saldívar, a qual ele acreditou ser uma nova forma de desculpa. Saldívar pediu para Selena visitá-la no seu quarto do hotel sozinha, porém Pérez acompanhou-a. De acordo com Pérez, ele esperou pela cantora em sua caminhonete, ao passo em que ela entrou no quarto onde Saldívar estava hospedada. Ao passo em que Pérez estava dirigindo de volta para sua casa, Selena notou que Saldívar não lhe entregou os extratos bancários exatos de que precisava. Saldívar tentou falar com Selena através de seu bipe; ela queria desesperadamente que a cantora a levasse ao hospital naquela noite. Saldívar disse à Selena que estava sangrando devido ao estupro, e Quintanilla. Jr. acreditou que ela estava tentando fazer com que a intérprete retornasse ao hotel sozinha. Pérez disse à Selena que era "tarde demais" e não queria que ela fosse ao local sozinha. Selena concordou em encontrar-se com Saldívar na manhã seguinte, o que Pérez não sabia.

## Assassinato

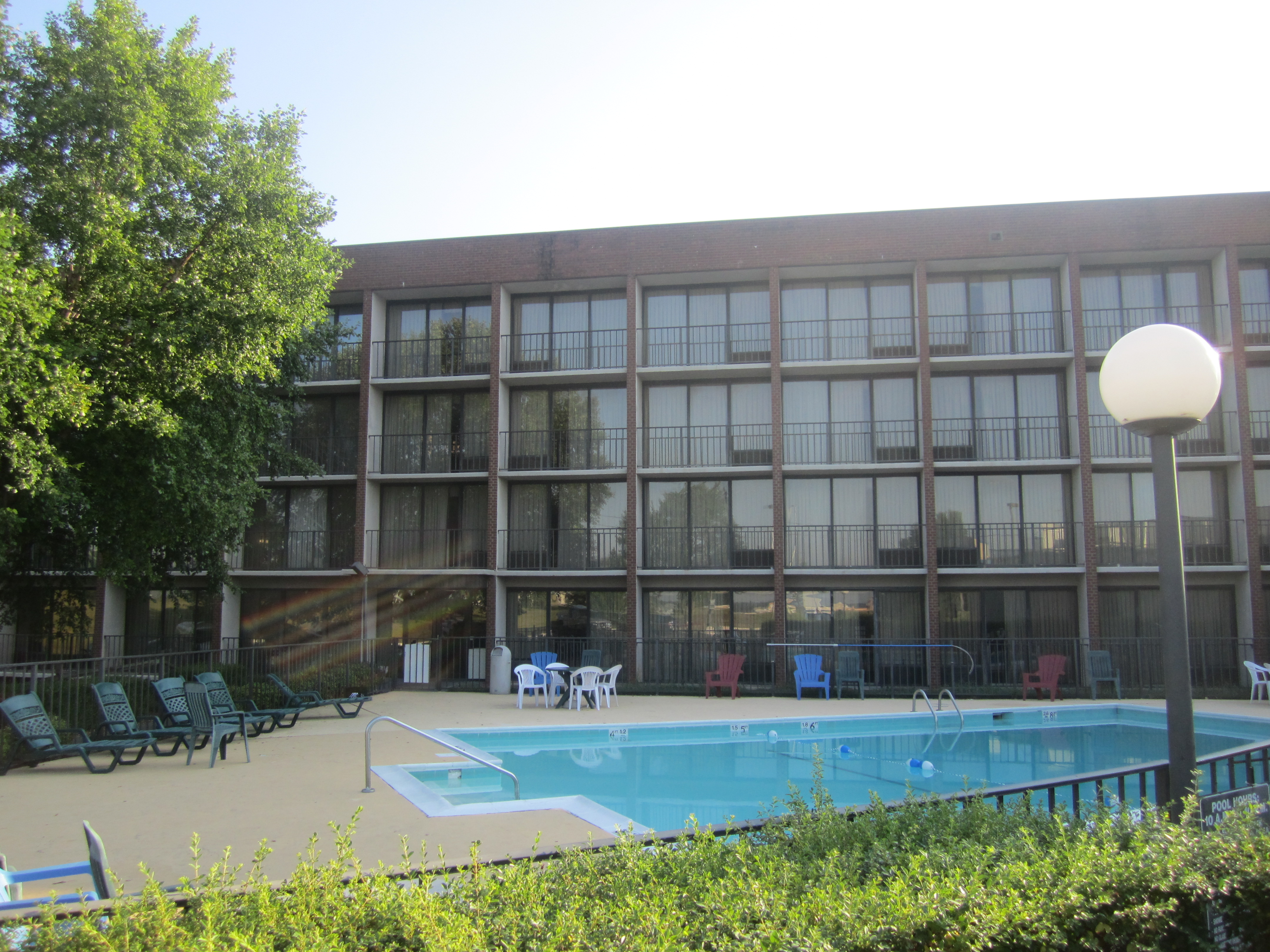
Exemplo de um hotel Days Inn, semelhante ao situado em Corpus Christi, onde Selena foi assassinada e chegou a correr depois de ser baleada.

Em 30 de março de 1995, Selena contatou Leonard Wong para falar sobre os projetos de um perfume que ele havia feito para ela. De acordo com Wong, a cantora lhe disse que iria se encontrar com Saldívar na manhã seguinte para pegar as amostras de perfume que ela havia roubado. Ela disse a um funcionário das butiques no mesmo dia que iria demitir Saldívar. Às 7h30 da manhã (CST) de 31 de março, Selena saiu da cama e vestiu uma roupa esportiva verde e saiu de sua casa para ir ao quarto do hotel onde Saldívar estava hospedada. Lá, Saldívar disse à artista que havia sido estuprada no México. Selena levou-a para o Doctors Regional Hospital, onde a equipe médica percebeu que Saldívar apresentava sintomas de depressão. Saldívar disse ao médico que havia sangrado "um pouco". O médico notou que Selena estava zangada com Saldívar e lhe disse que esta última estava sangrando abundantemente no dia anterior. Ainda no hospital, o profissional não encontrou nenhum sinal de estupro e disse à Saldívar que ela teria que ir até San Antonio para fazer um exame ginecológico. De acordo com a lei do Texas em casos de estupros, Saldívar não poderia fazer o exame porque, embora ela fosse uma residente de San Antonio, o estupro ocorreu fora do país. Enquanto dirigia para voltar ao hotel Days Inn, Selena disse à Saldívar que seria melhor se elas se afastassem uma da outra por um tempo, pois assim seu pai não se preocuparia. Segundo Martinez, a cantora tentou falar com ele naquela manhã, mas não pôde pegar o celular porque estava fazendo uma cirurgia. Às 10h00 da manhã (CST), Quintanilla, Jr. contatou Pérez para discutir o paradeiro de Selena; ela deveria estar gravando uma canção na Q-Productions naquela manhã, mas não apareceu. Pérez chamou a intérprete em seu celular e falou sobre a gravação agendada; Selena lhe disse que esqueceu, pois estava "cuidando de um último negócio", e que apareceria no local mais tarde. Esta foi a última ligação respondida pela cantora, e foi a última vez que Pérez ouviu sua voz.
Ao retornarem ao quarto do hotel, Selena e Saldívar começaram a discutir. Hóspedes do hotel reclamaram sobre barulhos vindos do quarto de Saldívar. Eles disseram que ouviram duas mulheres discutindo sobre materiais relacionados a negócios. A cantora disse à Saldívar que ela não era mais confiável, e exigiu que lhe devolvesse seus papéis financeiros. A artista então colocou a bolsa de Saldívar que continha os extratos bancários na cama e viu a arma. Às 11h48 (CST), Saldívar apontou a arma para Selena. Enquanto tentava fugir, Selena foi baleada no canto inferior de seu ombro esquerdo; a bala atingiu uma artéria e resultou em uma grande perda de sangue. Trinidad Espinoza, zelador do hotel, ouviu um "estrondo", acreditando que poderia ser uma explosão de luz. Gravemente ferida, Selena correu até a porta de entrada do hotel, deixando um rastro de sangue de 119 metros. Ela foi vista apertando o peito e gritando "Me ajude! Me ajude! Eu fui baleada!", enquanto Saldívar ainda estava correndo atrás dela com o revólver, apontando-o para ela e chamando-a de "vadia". A cantora caiu no chão, e a funcionária do hotel fez uma ligação ao número de emergência 911. Selena identificou Saldívar como a responsável pelo tiro e deu o número do quarto onde foi baleada. Ela chegou na entrada do hotel às 11h49 (CST), ao passo em que Shawna Vela e o gerente do hotel Ruben DeLeon tentaram controlar o derramamento de sangue. A condição de Selena começou a deteriorar rapidamente, enquanto os funcionários do hotel a ajudavam. Ela gritou aos funcionários do hotel, dizendo-os: "Tranquem a porta, ela irá atirar em mim novamente". DeLeon tentou falar com ela, mas notou que estava desfalecendo; ele declarou que a cantora estava gemendo e se movendo menos e notou que os olhos dela se reverteram e que seu corpo estava mole.

Cena computadorizada do programa Famous Crime Scene, mostrando como a bala entrou e saiu da cavidade torácica de Selena conforme ela tentava correr de Saldívar.

Uma ambulância chegou ao local em um minuto e 55 segundos. Os paramédicos rasgaram a roupa verde, onde o sangramento estava ocorrendo, e aplicaram uma gaze com vaselina no ferimento de Selena, que parou o sangramento na superfície. Os batimentos cardíacos da cantora diminuíram, e um paramédico fez ressuscitação cardiopulmonar para manter a circulação sanguínea. Segundo o paramédico Richard Frederickson, "era tarde demais" quando ele chegou na entrada do hotel, encontrando sangue "espesso do pescoço até os joelhos dela, ao redor de todo o caminho em ambos os lados". Fredrickson não conseguiu localizar um pulso; ao colocar os dedos em seu pescoço, ele sentiu apenas contrações musculares.
Durante esse tempo, um paramédico tentou inserir uma agulha intravenosa em Selena, mas devido à grande perda de segue e a baixa pressão sanguínea, as veias da cantora deterioraram, fazendo com que a inserção fosse extremamente difícil. A Navigation Boulevard foi fechada pela polícia local. Quando paramédicos chegaram com Selena no Corpus Christi Memoriam Hospital ao meio-dia (CST), suas pupilas estavam fixas e desatadas, não havia nenhuma evidência de função neurológica, e ela já não tinha mais sinais vitais. Médicos conseguiram estabilizar um "batimento cardíaco errático" por tempo suficiente para transferir Selena para a sala de ferimentos. Cirurgiões e médicos começaram transfusões de sangue, na tentativa de reestabilizar a circulação sanguínea depois de abrir o peito de Selena e encontrar grande sangramento interno. O pulmão direito da artista foi danificado, sua clavícula quebrou e suas veias não tinham mais sangue. Médicos ampliaram seu peito, colocaram medicamentos em seu coração e fizeram pressão em suas feridas. O médico Louis Ekins disse que uma "artéria do tamanho de um lápis que conduz o [sangue] do coração foi atingida pela bala de ponta oca" e que as seis unidades de sangue da transfusão não entraram no sistema sanguíneo da cantora e derramaram. Depois de 50 minutos, os médicos perceberam que o dano era irreparável. Selena foi declarada morta às 13h05 por perda de sangue e parada cardiorrespiratória.

### Impasse de Saldívar e autópsia
Após o evento, Saldívar entrou em sua caminhonete e tentou fugir do hotel. Rosario Garza, empresário do local, disse que a viu sair de seu quarto com uma toalha enrolada. Posteriormente, foi pensado que ela estava prestes a ir para a Q-Productions para assassinar Quintanilla, Jr. e outros que estavam esperando por Selena. Entretanto, Saldívar foi flagrada por um carro da polícia. Um policial saiu do local, sacou a arma e mandou Saldívar sair do veículo, o que não foi cumprido. Em vez disso, ela recuou e estacionou ao lado de dois carros; sua caminhonete foi então bloqueada pelo carro da polícia. Saldívar pegou a arma, apontou-a para sua têmpora direita, e ameaçou suicidar-se. Uma equipe da SWAT e o FBI Crisis Negotiation Unit foram chamados. O musicólogo Himilce Novas comentou que o evento era reminiscente ao planejado suicídio de O.J. Simpson dez meses antes.
Larry Young e Isaac Valencia começaram a negociar com Saldívar. Eles fizeram uma chamada para sua base de operações ao lado da caminhonete dela, conforme o impasse continuava. Young, negociador principal, tentou estabilizar uma harmonia com Saldívar e convencê-la a se entregar. Valencia sugeriu que o assassinato foi acidental; Saldívar mais tarde mudou sua história, declarando que "a arma disparou" por si só. Os hóspedes do hotel foram obrigados a permanecer em seus quartos até que a polícia os escoltassem. Durante a terceira hora de negociações, uma autópsia foi feita devido ao grande interesse da mídia. Foi revelado que a bala havia entrado na parte inferior das costas de Selena, passou por sua cavidade torácica, cortando a artéria subclávia direita, e saiu da parte inferior de seu seio direitos. Os médicos descobriram que se a bala tivesse sido atirada um milímetro a menos ou a mais, a ferida não teria sido tão grave.
Após o impasse completar quatro horas, Valencia conseguiu fazer Saldívar confessar que ela queria matar a si mesma. Saldívar declarou que Selena tentou lhe dizer a não se matar quando colocou a arma em sua cabeça. Quando a cantora abriu a porta para sair, Saldívar afirmou que tinha dito para a artista fechá-la. Ela também disse que a arma disparou quando Selena abriu a porta. Durante a sexta hora de negociações, Saldívar concordou em entregar-se; contudo, quando viu um policial apontando um rifle para ela, entrou em pânico e correu de volta para a caminhonete, pegou o revólver e apontou-o novamente para sua cabeça. Saldívar finalmente se rendeu após mais de nove horas. Até então, centenas de fãs se reuniram no local; muitos choravam enquanto a polícia prendia Saldívar. Horas após o assassinato de Selena, foi feita uma coletiva de imprensa. Ken Bung, assistente do chefe de polícia, e Quintanilla, Jr. informaram que o possível motivo foi que a cantora havia ido ao hotel Days Inn para demitir Saldívar, que ainda estava aparecendo sem identificação em reportagens da mídia. Rudy Treviño, diretor da Texas Talent Music Association e patrocinador do Prêmio de Música Tejana, declarou que 31 de março de 1995 passaria a ser conhecido como a "Black Friday" ("Sexta-feira negra").

## Impacto

### Recepção da mídia
Quanto a estação de rádio KEDA-AM informou a morte de Selena, muitas pessoas acusaram a equipe de mentir, pois o dia seguinte era o Dia da Mentira. Em San Antonio, grandes rádios de língua espanhola, incluindo a Tejano 107, KXTN-FM, KRIO-FM e a supracitada KEDA-AM, começaram a monitorar os desenvolvimentos posteriores à notícia do assassinato da artista. Todas as grandes redes de televisão dos Estados Unidos interromperam suas programações normais para informar a morte da cantora. O item principal dos noticiários americanos noturnos era o fim da greve de 1994-95 da Liga Principal de Beisebol; dentro de 30 minutos, o assassinato de Selena passou a ser a principal notícia em todas as redes de televisão no sul do Texas. Sua morte foi notícia de primeira página no jornal The New York Times por dois dias, e foi apresentada predominantemente na BBC World News. As notícias da morte da intérprete chegaram até o Japão, onde o músico David Byrne ouviu falar do assassinato pela primeira vez. Juntamente com repórteres locais, a Univision e a Telemundo estiveram entre as primeiras grandes redes de notícia a chegarem na cena do crime. Bancas foram cercadas por pessoas procurando sobre qualquer coisa relacionada a Selena. Uma edição da revista People foi lançada dias após o assassinato. Seus editores acreditavam que o interesse diminuiria em breve; no entanto, foi lançada uma edição comemorativa uma semana depois, quanto tornou-se evidente que a procura estava aumentando. O número vendeu cerca de um milhão de cópias, com suas primeiras e segundas edições vendendo por completo em duas semanas. Esta revista tornou-se um item de colecionador, até então inédito na história da publicação. Betty Cortina, editora da People, disse para o Biography que era "inédito" ter uma edição completamente esgotada. Nos meses seguintes, devido ao sucesso da edição de Selena, a empresa lançou a People en Español, voltada para o mercado hispânico, seguida das revistas Newsweek en Español e Latina. A atriz americana Jennifer Lopez foi selecionada para interpretar Selena no filme biográfico sobre sua vida, lançado em 1997; a escolha foi criticada devido à ascendência da atriz. Após o lançamento do trabalho, fãs mudaram suas opiniões em relação à Lopez após verem seu desempenho no filme. Lopez conquistou grande fama depois que o filme foi lançado.
A vida e a carreira de Selena foram cobertas por uma série de programas, incluindo The Oprah Winfrey Show, E! True Hollywood Story, Behind the Music, American Justice, Snapped e Famous Crime Scene. Outros canais de TV que transmitiram especiais sobre a artista incluem MTV, Investigation Discovery, The Biography Channel e A&E Network, enquanto redes em língua espanhola exibem especiais da cantora anualmente, marcando o aniversário de sua morte. Alguns documentários em espanhol transmitidos em 31 de março de vários anos entraram para a lista dos mais assistidos da história da televisão dos Estados Unidos, e frequentemente batem recordes de audiência para alguns canais. Um dos primeiros documentários, intitulado Selena, A Star is Dimmed, foi exibido em 4 de abril de 1995 pela Univision, através do programa Primer Impacto; acompanhado por 2,09 milhões de espectadores, tornou-se a segunda transmissão em língua espanhola mais assistida da TV americana na época. Diversas empresas televisivas chegaram a competir para entrevistar Saldívar. Quando foi revelado que Arrarás a entrevistaria, a Univision recebeu pedidos de emissoras de todo o globo, que requisitavam o uso das imagens. A entrevista, também exibida no Primer Impacto, teve uma audiência de 4.5 milhões de pessoas, tornando-se o programa o mais assistido da noite, segundo o Nielsen Ratings, e entrando para a lista de mais vistos em espanhol de todos os tempos nos Estados Unidos.

### Comunidade hispânica
As notícias afetaram muito a comunidade hispânica; muitos fãs viajaram milhares de quilômetros até a casa de Selena e suas butiques, bem como a cena do crime. No meio da tarde, a polícia teve que fazer um desvio, já que uma linha de carros começou a congestionar o tráfego a partir da casa dos Quintanilla. Na rua onde a cantora morava, grupos de grafiteiros e cactos distinguiram os trabalhadores de colarinho azul de outras subdivisões ao longo dos Estados Unidos. A cerca de arame na frente de sua casa tornou-se um santuário e foi enfeitada com lembranças feitas por fãs desde Porto Rico até Wisconsin, que deixaram mensagens e bilhetes para Selena e a família Quintanilla. Grande parte dos carros de Corpus Christi, além de veículos que estavam viajando na Interstate 37 do México, desligaram seus faróis em memória da cantora. Fãs deixaram bilhetes e mensagens na porta do quarto onde Selena foi baleada, e deixaram mensagens escritas a mão no degrau da porta. Pouco após saberem da morte de Selena, pessoas começaram a teorizar sobre quem havia a assassinado. A esposa de Emilio Navaira foi considerada por alguns fãs como a responsável pelo assassinato; eles acreditaram que ela tinha ciúmes da relação dos cantores. Johnny Pasillas, cunhado e empresário de Emilio, contatou estações de rádio freneticamente na tentativa de descartar o rumor de ciúmes. Celebridades que acreditaram no boato incluem o produtor Manny Guerra, Pete Rodriguez e o cantor americano Ramon Hernandez. De acordo com Arrarás, a morte de Selena tornou-se "a notícia mais importante do ano para os hispânicos". Pamela Colloff, editora da Texas Monthly, escreveu que "as reações da morte da intérprete eram equivalentes às aquelas surgidas após um assassinato de um político". As reações foram comparadas com as mortes dos músicos John Lennon e Elvis Presley, bem como com a de John F. Kennedy, presidente dos Estados Unidos.
Selena tornou-se uma personalidade cult entre os hispânicos e um nome familiar nos Estados Unidos após sua morte, bem como parte da cultura popular americana. Ela tornou-se mais popular no país depois de sua morte. A cantora também veio a se tornar um ícone cultural para os latinos e foi vista como "uma mulher que tinha orgulho de suas raízes [e que] alcançou seus sonhos". Para o periodista do Santa Fe New Mexican, Antonio Lopez, o dia em que Selena foi assassinada "é um marcador de tempo nas memórias de muitos latinos". De acordo com Arrarás, "mulheres a imitavam e homens a adoravam". Duas mortes na Califórnia foram noticiadas, na sequência da morte da cantora. Uma drag queen que planejou se vestir como Selena em uma de suas futuras performances foi atropelada e deixada para morrer. Gloria de la Cruz que fez um teste para interpretar a artista em seu filme autobiográfico, foi encontrada jogada em uma lixeira de Los Angeles. Seu assassino a estrangulou e queimou seu corpo.

### Reações de celebridades e políticos
O cantor espanhol Julio Iglesias interrompeu uma sessão de gravação em Miami para prestar um minuto de silêncio à Selena. Além dele, outras celebridades que contataram a família Quintanilla para expressar seus sentimentos após as notícias foram Gloria Estefan, Celia Cruz e Madonna. Concertos agendados no Texas foram cancelados. O grupo La Mafia cancelou seu show na Guatemala e voou de volta para o Texas. O cantor de música texana Ramiro Herrera e dezenas de outros artistas desse gênero cancelaram suas apresentações. O compositor e produtor Rhett Lawrence publicou o seguinte anúncio relacionado à Selena na edição de 22 de abril de 1995 da revista Billboard: "A música que eu ouvi com você era mais do que música. Você fará muita falta". Outras celebridades entrevistadas em rádios expressaram seus sentimentos sobre a morte da cantora, incluindo Stefanie Ridel, Jaime DeAnda (da banda Los Chamacos) e Shelly Lares. A apresentadora Oprah Winfrey citou a vida "curta mas significante" de Selena em um episódio de seu programa de entrevistas transmitido em março de 1997. A cantora americana Mariah Carey disse para a MTV que a morte da musicista foi chocante para ela, devido à "maneira que aconteceu tão abruptamente em uma vida [tão] jovem". O senador estadual Carlos Truan e o representante estadual Solomon P. Ortiz teriam lamentado a morte da artista. Daniel Glass, executivo da indústria musical, afirmou para a Texas Monthly que acreditou que Selena teria conquistado maior sucesso em sua carreira se não fosse por sua morte.
Poucos dias depois, o radialista Howard Stern zombou do assassinato de Selena, bem como da tristeza de seus fãs, e criticou sua música. Ele disse: "Essa música não trás absolutamente nada para mim. Alvin e os Esquilos têm mais alma. (…) O povo hispânico têm o pior gosto musical. Eles não têm profundidade". Os comentários de Stern indignaram e enfureceram a comunidade hispânica do Texas. Além disso, o radialista tocou as músicas da cantora com ruídos de tiros no fundo. Depois de receber um mandado de prisão por conduta desordenada, Stern fez uma declaração em espanhol durante seu programa de rádio, dizendo que seus comentários não foram feitos para causar "mais angústia para sua família, amigos e aqueles que a amavam". A 
Liga dos Cidadãos Latino-Americanos Unidos pediu um boicote ao programa de Stern, descrevendo suas desculpas como "inaceitáveis". Lojistas do Texas removeram todos os produtos relacionados ao radialista. As empresas Sears e McDonalds enviaram uma nota para a imprensa expressando suas desaprovações aos comentários de Stern, pois fãs acreditaram que elas patrocinavam seu programa. Dentro de uma semana, Stern e Robin Quivers, seu co-apresentador afro-americano, foram questionados no programa The Tonight Show with Jay Leno se as declarações do radialista em relação à Selena eram aceitáveis. Quivers decidiu não falar sobre a situação, a fim de evitar discussão com Stern. Quando a cantora americana de ascendência mexicana Linda Ronstadt apareceu na atração, Ronstadt e Quivers rapidamente iniciaram uma discussão quando ela defendeu Selena.

### Outras reações
Eu cresci em torno dessas pessoas. A reação foi típica da maioria dos texanos, aos quais o assassinato de Selena foi apenas mais um assassinato sem sentido. Porém, para essas pessoas, os cinco milhões de texanos de ascendência mexicana, a morte de Selena era a Black Friday (Sexta-feira negra), um dia de infâmia ainda mais obscuro e malvado do que o assassinato de John F. Kennedy.

—Fã europeu-americano de Selena explicando as diferenças nas reações à morte da artista entre europeus-americanos e mexicanos-americanos no Texas.
Em 12 de abril de 1995, duas semanas após a morte da cantora, o então governador do Texas, George W. Bush declarou que o aniversário da artista seria comemorado como o Dia de Selena no estado supracitado, dizendo que ela representava "a essência da cultura do sul do Texas". No Dia de Selena, mil fãs foram até seu túmulo e começaram a cantar canções folk mexicanas tradicionais; a polícia foi chamada até o local para controlar a multidão. No mesmo dia, três mil pessoas foram a uma missa organizada da ressurreição da artista no Johnnyland Concert Park.
Alguns europeus-americanos do Texas escreveram cartas ao jornal Brazosport Facts durante abril e maio de 1995, questionando o alarde em relação à morte da cantora; alguns deles também ficaram ofendidos com o fato de que o Dia de Selena iria ocorrer no Domingo de Páscoa. Outro sentiram que a "Páscoa é mais importante do que o Dia de Selena", e acreditaram que todos deveriam deixar a cantora descansar em paz e continuar com suas vidas. Mexicanos-americanos que viviam no Texas também enviaram cartas ao periódico; alguns concordaram que as pessoas estavam muito críticas em relação ao Dia de Selena, afirmando que não era necessário celebrar a data, e que não deveriam responder ao anúncio de Bush tão rudemente. A cineasta hispânica Lourdes Portillo declarou que ela não sabia quem era a artista até descobrir que ela havia sido baleada.
Quando a morte de Selena foi noticiada, muitos americanos brancos se perguntaram quem era ela e a descreveram como "sem importância", dizendo aos hispânicos para "esquecê-la". Joe Nick Patoski, escritor e colaborador da revista Texas Monthly, declarou que os anglos-americanos e os mexicanos-americanos dividiram-se em suas reações à morte de Selena, acrescentando que a primeira população "não entendia sobre o que era todo aquele alarde". No filme biográfico sobre a cantora lançado em 1997, um gerente de loja — de ascendência americana branca — pergunta a um hispânico que corre até a artista para lhe pedir um autógrafo: "Quem é Selena?". Em outra cena, uma empregada de ascendência anglo-americana diz à personagem de Selena que não acreditava que ela estaria interessada em um vestido particular porque custava mais de 800 dolares. Um espectador disse que esse tipo de atitude "acontece o tempo todo" com os hispânicos, e que sua comunidade havia sido "ignorada". Lauraine Miller, fã da cantora, afirmou que "Selena abriu meus olhos" e que ela havia se tornado "mais americana". De acordo com outro fã, "ninguém lhe esquece que vocês são mexicanos-americanos" nos Estados Unidos.

### Indústria musical
Na época da morte de Selena, 52% de todas as vendas de música latina foram geradas pela música regional mexicana, principalmente a música texana, que tornou-se um dos gêneros latinos mais populares. A música de Selena liderou o renascimento do gênero na década de 1990 e tornou a música texana comercializável pela primeira vez. A cantora foi descrita como a "rainha da música texana" por diversas publicações. Grandes gravadoras como a EMI, SBK, Warner Music, CBS e Sony Music começaram a contratar artistas de música texana para competirem no mercado musical latino. Após a morte da cantora, o mercado da música texana sofreu e sua popularidade caiu. Estações de rádio nos Estados Unidos que tocavam música texana começaram a tocar música regional mexicana e, em 1997, a KQQK tornou-se a única rádio a tocar música texana sem parar. Em meados da década de 2000, rádios americanas já não tocavam mais a música texana, grandes estádios pararam de receber artistas desse gêneros em 2007, e grandes gravadoras abandonaram seus artistas de música texana após 1995. Selena continua sendo a artista de música texana com maior número de vendas de todos os tempos e vende mais do que artistas desse gênero vivos, sendo a última musicista desse estilo musical a aparecer na Billboard 200 desde 2000. Após sua morte, a música texana foi substituída pelo pop latino como o gênero latino mais popular nos Estados Unidos.
No dia da morte da cantora, os seus discos começaram a se esgotar nas lojas; a EMI Latin começou a encomendar milhares de cópias em CD e cassete para cobrir a demanda. Gloria Ballesteros, uma representante da Southwestern Wholesalers em San Antonio, informou à Billboard que seu arsenal de cinco mil cópias de álbuns de Selena foram completamente esgotados na tarde do dia 31. A EMI Latin informou às empresas que não seria capaz de estocar por alguns dias. A EMI enviou 500 mil unidades dos trabalhos da artista para lojas duas semanas após sua morte. Sua canção "Fotos y recuerdos" estava na quarta posição da parada de faixas latinas, compilada pela Billboard, e atingiu o topo do gráfico na semana de 15 de abril de 1995. Quatro de seus singles, nomeadamente "No me queda mas", "Bidi bidi bom bom", "Como la flor" e "Amor prohibido", reentraram na parada de faixas latinas e na tabela airplay de música mexicana regional na edição de 15 de abril de 1995. Amor prohibido, álbum lançado por Selena em 1994, reentrou na 92ª colocação da Billboard 200 com um aumento de 520% em suas vendas, comercializando 12,040 unidades na semana em que ela foi assassinada. Na semana seguinte, o disco subiu para o 32º posto com 28,238 cópias vendidas, representando um ganho de 135%. Além disso, o trabalho estava na quarta colocação da edição de 31 de março de 1995 da parada de álbuns latinos, e subiu para o cume da tabela em 15 de abril. Outros três projetos da artista — Entre a mi mundo, Selena Live! e 12 Super Exitos (1994) — reentraram no gráfico supracitado, enquanto os álbuns de Selena ocuparam a primeira, segunda, terceira e a quarta posição na Tabela de Música Regional Mexicana na mesma semana. Seus discos também provocaram uma febre de música latina na Alemanha, na China e no Japão.
Dreaming of You, álbum crossover que Selena estava gravando na época de sua morte, foi postumamente lançado em julho de 1995. O disco vendeu 175 mil cópias em seu primeiro dia de distribuição nos Estados Unidos (um recorde para uma cantora na época), e comercializou 331 mil unidades em sua semana de lançamento. Selena tornou-se a segunda cantora a vender 300 mil exemplares em sete dias, depois de Janet Jackson com Janet (1993) — que vendeu 350 mil cópias em sua semana de liberação. Como resultado, Dreaming of You debutou no topo da Billboard 200, convertendo-se no primeiro disco de uma artista hispânica a atingir tal feito, bem como o primeiro álbum póstumo de um artista solo a estrear no topo do periódico. O trabalho esteve entre as dez primeiras estreias na tabela na época, sendo a melhor estreia de um álbum feminino em 1995. Além disso, esteve com os outros quatro álbuns de estúdio de Selena na Billboard 200 simultaneamente, tornando-a a primeira cantora a ter cinco discos no gráfico ao mesmo tempo. O material foi certificado com trinta e cinco certificados de platina pela Recording Industry Association of America (RIAA) devido às vendas de 3,5 milhões de réplicas em território americano e veio a se tornar o álbum latino mais vendido na nação; em 2015, suas vendas mundiais foram avaliadas em cinco milhões de unidades. Cinco dos álbuns da cantora geraram um lucro de 4 milhões de dolares dentro de cinco anos. Ela foi induzida em vários corredores da fama; Corredor da Fama da Música Latina pela Billboard, Corredor da Fama do Hard Rock Cafe em 1995, Corredor da Fama da Música do Sul do Texas e Corredor da Fama da Música Tejana, em 2001. Em dezembro de 1999, Selena foi nomeada pela Billboard "artista latina mais bem sucedida nos anos 1990" e "a artista latina com mais vendas na década", devido aos seus 14 singles que listaram-se nas dez primeiras posições da parada de faixas latinas, com sete deles atingindo a liderança.

## Funeral e homenagens

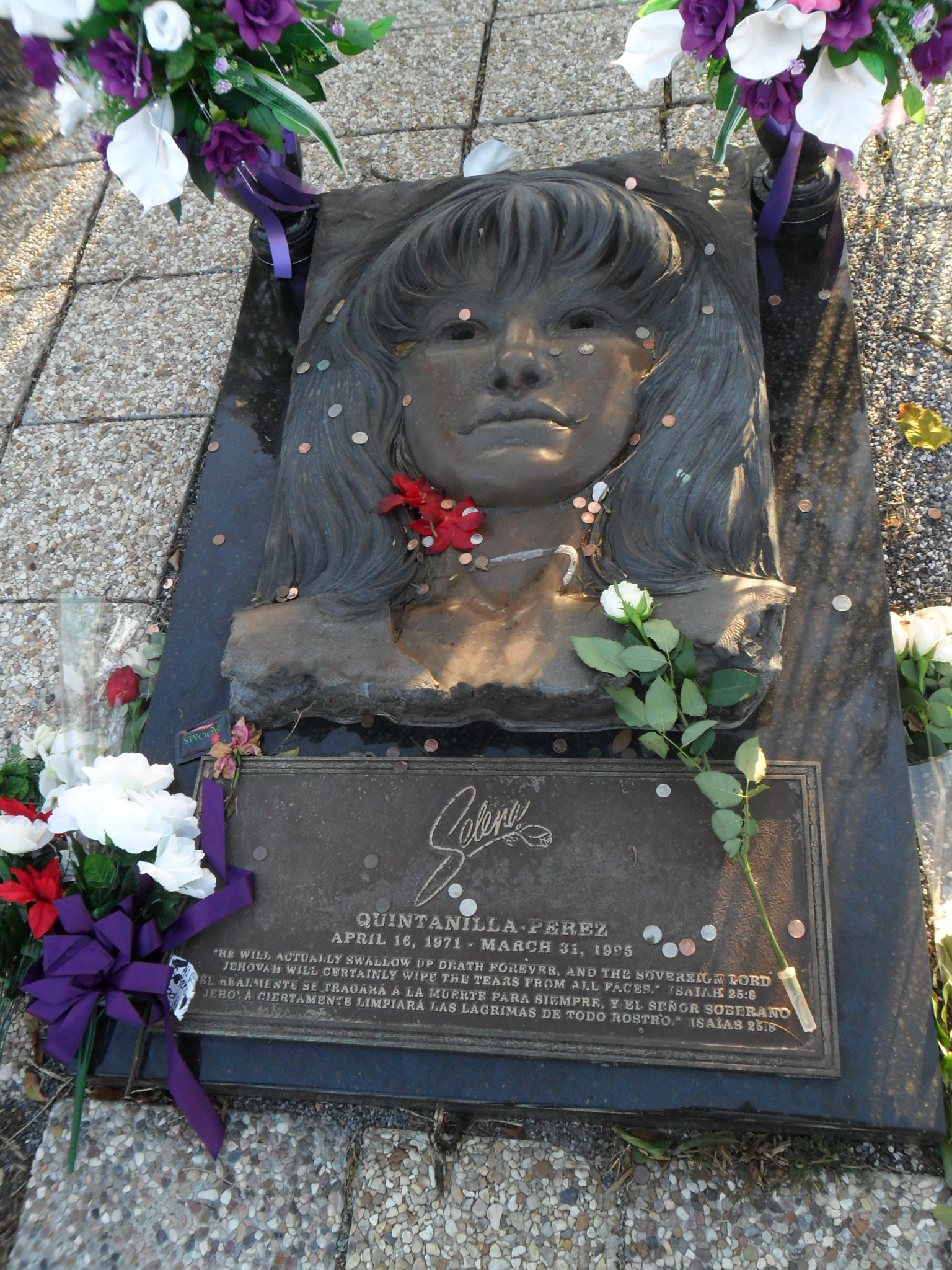
Lápide de Selena no Seaside Memorial Cemetery, localizado em Corpus Christi, Texas.

No dia em que Selena foi assassinada, vigílias e memoriais em sua homenagem foram feitos nos estados do Texas e da Califórnia. A rádio Tejano 107 patrocinou uma vigília com velas no Sunken Gardens, enquanto a KRIO-FM fez sua própria vigília no South Park Mall, que contou com a participação de cinco mil pessoas. Rádios do Texas tocaram suas canções o dia todo. Em 1º de abril de 1995, o hotel Bayfront Plaza, situado em Corpus Christi, fez uma vigília na qual três mil fãs participaram. Durante o evento, foi anunciado que a exibição pública do caixão seria feita no Bayfront Auditorium no dia seguinte. Fãs alinharam-se por quase uma milha. Uma hora antes de as portas serem abertas, começaram a circular rumores de que o caixão estava vazio, fazendo com que a família Quintanilla fizesse uma visualização aberta do caixão. Entre 30 e 40 mil fãs passaram pelo caixão de Selena, e mais de 78 assinaram um livro de condolência. No mesmo dia, uma missa de sétimo dia para a artista foi feita de forma bilíngue na San Fernando Cathedral, localizada no centro de San Antonio, apresentando um coral mariachi. Igrejas dos Estados Unidos com uma grande população de hispânicos fizeram orações para a cantora. Um repórter notou o excesso de "símbolos míticos" que foram "ligados a Selena" por fãs, como símbolos cristãos de anjos, santos, curandeiros e salvadores. Uma homenagem para intérprete foi feita durante uma festa de Dia de São Patrício em uma igreja católica situada em Houston, Texas. O Pai Sal DeGeorge decidiu fazer um tributo para Selena naquele dia depois que diversas pessoas, principalmente crianças, perguntaram-lhe o que seria planejado para ela. No mesmo dia, um DJ tocou músicas da cantora em um pequeno parque perto da igreja.
Em 3 de abril de 1995, 600 convidados, com a maioria deles sendo membros de família, foram ao funeral de Selena no Saside Memorial Park, que foi transmitido ao vivo por rádios de Corpus Christi e San Antonio sem o consentimento da família. Um ministro das testemunhas de Jeová vindo de Lake Jackson rezou em inglês, citando as palavras do apóstolo Paulo no 15º capítulo da primeira epístola aos Coríntios. Centenas de carros começaram a circular a área. Uma missa especial foi feita no Los Angeles Sports Arena e teve a participação de quatro mil pessoas. A cantora havia se apresentado naquele local um ano antes, como parte de sua turnê Amor Prohibido Tour. O promotor do evento cobrou entradas, o que irritou Quintanilla, Jr.. Modesto Lopez Portillo viajou de El Salvador até Los Angeles para ser o sacerdote oficial da reunião; o cônsul geral de El Salvador também esteve no funeral. Em Lake Jackson, milhares de fãs e amigos de Selena foram ao parque municipal na vizinhança Clute, onde ela havia cantado no Mosquito Festival que ocorreu em julho do ano anterior. No dia seguinte, a igreja espanhola Nuestra Señora del Pillar fez uma missa para a intérprete que atraiu 450 pessoas — 125 a mais do número total de assentos do local. Nas semanas seguintes, carros ao longo do Texas foram vistos com imagens de Selena neles. Em 28 de abril, durante uma exibição de fogos de artifícios na Buccaneer Days em Corpus Christi, a música foi retrabalhada para incluir "Bidi bidi bom bom" em memória da artista. As butiques Selena Etc. se toraram "santuários" da cantora, com fãs deixando balões, flores, fotos e poemas. Murais de rua com ilustrações de Selena foram encontrados em diversos locais do Texas após sua morte. Meses após a morte da musicista, cerca de 12 mil pessoas visitaram o hotel Days Inn, local no qual foi assassinada. O gerente do hotel reordenou os números dos quartos, para que as pessoas não soubessem em qual quarto ocorreu o assassinato. A intérprete tornou-se parte da celebração do Dia dos Mortos. Em setembro do mesmo ano de 1995, a banda de rock da cidade de Chicago, Urge Overkill lançou o disco Exit the Dragon homenageando Selena com a faixa "Digital Black Epilogue". Em 1997, ela foi comemorada com um museu e uma estátua de bronze em tamanho natural chamada Mirador de la Flor; situados na baía de Corpus Christi, esses locais são visitados por centenas de fãs a cada semana. Admiradores reuniram-se ao redor da estátua e murais, vendo-os como símbolos de auto-identidade, sindicalismo, expressão religiosa, resistência, auto-expressão, igualdade, liberdade, paixão, otimismo, possibilidade e "encorajamento e esperança aos pobres".

A estátua Mirador de la Flor, situada na baía de Corpus Christi.

Músicos utilizaram suas canções para expressar seus pensamentos em relação à Selena ou gravaram composições como tributos para ela, como o artista americano de música country Tony Joe White, o cantor e compositor haitiano Wyclef Jean, os artistas americanos de música texana Pete Astudillo, Jennifer Peña, Emilio Navaria, Bobby Pulido, o grupo porto-riquenho americano e colombiano-americano Barrio Boyzz, a cantora mexicana-americana Graciela Beltrán, o cantor americano de hip hop Lil Ray, a cantora cubana de salsa Celia Cruz, o cantor dominicano de salsa José Alberto "El Canario", os cantores porto-riquenhos Ray Sepúlveda, Michael Stuart, Manny Manuel, o cantor porto-riquenho americano de jazz Hilton Ruiz, a cantora americana Jenni Rivera, o cantor mexicano Lupillo Rivera, o cantor venezuelano de rock Mikel Erentxun, o cantor porto-riquenho americano Tony Garcia e o rapper estadunidense King L.
A família de Selena e sua antiga banda fizeram um concerto em sua homenagem uma semana após seu assassinato completar 10 anos, em 7 de abril de 2005. A apresentação, intitulada Selena ¡VIVE!, foi transmitido ao vivo pela Univision e obteve uma audiência doméstica de 35.9 pontos. Esse foi o especial televisivo em espanhol mais visto na história da TV americana. O especial também foi o mais visto (independente de idioma) entre adultos de 18 a 34 anos em Los Angeles, Chicago e San Francisco; também foi o mais assistido em Nova Iorque, vencendo o episódio do reality show American Idol exibido naquela noite. Entre os espectadores hispânicos, o show ultrapassou o Super Bowl XLV entre os Green Bay Packers e os Pittsburgh Steelers, e a telenovela Soy tu dueña durante "a temporada da NFL mais vista de todos os tempos entre hispânicos".
Em janeiro de 2015, foi anunciado que Selena seria comemorada com um evento de dois dias em Corpus Christi, chamado Fiesta de la Flor, marcando 20 anos de sua morte. A Convenção de Corpus Christi e o Departamento de Visitantes acreditaram que o evento atrairia cerca de 50 mil visitantes e traria 1 milhão de dolares para a economia local. Artistas musicais que participaram do evento incluem Kumbia All-Starz, Chris e Jay Perez, Los Lobos, Little Joe y la Família, Los Palominos, Stefani Montiel do grupo Las 3 Divas, Nina Dias do Girl in a Coma, Las Fenix e Clarissa Serna, ex-competidora do The Voice.

## Julgamento de Saldívar
20 minutos após ser presa, Saldívar foi levada à delegacia e colocada em uma sala de interrogatório com Paul e Ray Rivera. O primeiro, que investigou homicídios desde 1978, informou-a de seu direito de ter um advogado, o que ela revogou. Quando investigadores da polícia cercaram a caminhonete de Saldívar, ela chorou e disse: "Eu não acredito que matei minha melhor amiga". Horas depois, Saldívar declarou que o tiro foi acidental. Inicialmente, a fiança de Saldívar teria o valor de 100 mil dólares, mas o promotor Carlos Valdez convenceu o juiz a elevá-la para 500 mil. Quando a fiança foi anunciada, pessoas questionaram porque a penalidade de morte não havia sido cogitada. A cadeia do Condado de Nueces recebeu diversas ameaças de morte, e houve ameaças públicas de pessoas prometendo fazer justiça com as próprias mãos. Foi noticiado que alguns membros de gangues do Texas estavam recolhendo dinheiro para pagar a fiança de Saldívar, com o intuito de matá-la quando fosse solta. Na prisão, Saldívar enfrentou ameaças de morte dos presos. A Máfia Mexicana, uma gangue dominante no sistema penal do Texas, teria oferecido uma recompensa para aqueles que matassem Saldívar e espalharam que quem cometesse o crime seria um herói.

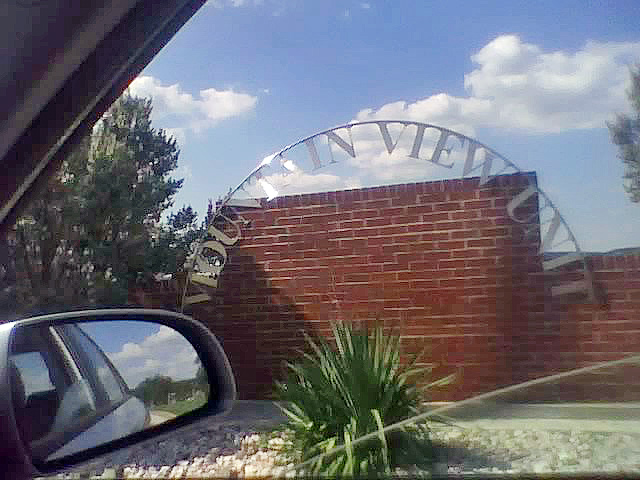
Mountain View Unit, onde Saldívar atualmente cumpre sua pena.

O crime de Saldívar foi punível com 99 anos de prisão e uma multa de 10 mil dólares. Ela foi mantida na cadeia do condado de Nueces County sob uma vigilância de suicídio antes de ser julgada. O Estado teve dificuldade em arranjar um advogado de defesa para Saldívar; um porta-voz comentou que qualquer advogado que a defendesse poderia receber ameaças de morte. Saldívar foi defendida por Douglas Tinker, um advogado que havia trabalhado para pessoas do Texas. Sua esposa temeu que eles sofressem represálias da comunidade e pediu-lhe para não defender Saldívar. Arnold Garcia, um ex-promotor distrital, foi selecionado por Tinker como seu advogado. Valdez, que vivia a alguns quarteirões de distância da família Quintanilla, escolheu Mark Skurka como seu advogado. Mike Westergren presidiu o caso, que foi mudado para o Tribuna do Condado de Harris em Houston, Texas, com o intuito de não ter um júri imparcial. De acordo com o Chicago Tribune, a publicidade do julgamento do assassinato de Selena "rivalizou com o processo [do assassinato] de O.J. Simpson". Westergren pediu que o julgamento não fosse televisionado ou gravado, e limitou o número de repórteres no tribunal para evitar uma "repetição do circo de Simpson". O jornal supracitado notou a divisão do interesse no julgamento do assassinato da cantora entre hispânicos e americanos brancos. Donna Dickerson, uma editora de revista americana branca, disse para o periódico que não tinha interesse no julgamento devido à "antecedência hispânica" de Selena e argumentou que os mexicanos-americanos não demonstraram o mesmo interesse quando Elvis Presley foi encontrado morto. O julgamento foi descrito como o "julgamento do século" e o mais importante para a população hispânica. O julgamento gerou interesse na América do Sul, na Austrália, na Europa e no Japão.
Saldívar se declarou inocente, explicando que o tiro foi acidental. Em seu discurso de abertura, Valdez disse acreditar que Saldívar "matou Selena deliberadamente". Ele também descreveu o assassinato como um ato "covarde e sem sentido" porque Selena foi baleada nas costas. Tinker afirmou que o tiro foi acidental e negou rumores de que Saldívar queria estar romanticamente envolvida com a artista. Em 23 de outubro de 1995, o júri deliberou durante duas horas antes de declarar Saldívar como culpada pelo assassinato. Ela recebeu a sentença máxima de prisão perpétua, com possibilidade de liberdade condicional após 30 anos. Em 22 de novembro seguinte, ela foi para a Gatesville Unit, situada em Gatesville, Texas, para processamento. Atualmente, Saldívar está cumprindo sua pena na Mountain View Unit em Gatesville, operada pelo Departamento de Justiça Criminal do Texas. Devido às múltiplas ameaças de morte vinda de fãs de Selena que também estão presos no local onde cumpre sua pena, Saldívar foi colocada em isolamento e passa 23 horas por dia sozinha em sua cela de 2,7 por 1,8 metros.